# CCC Polsat Polkowice/Saison 2014
Dieser Artikel listet Erfolge und Fahrer des Radsportteams CCC Polsat Polkowice in der Saison 2014 auf.

## Erfolge in der UCI Europe Tour
In der Saison 2014 gelangen dem Team nachstehende Erfolge in der UCI Europe Tour.
| Datum              | Rennen                                                   | Kat. | Sieger                |
| ------------------ | -------------------------------------------------------- | ---- | --------------------- |
| 9.–11. Mai         | Gesamtwertung Szlakiem Grodów Piastowskich               | 2.1  | Mateusz Taciak        |
| 15. Mai            | Visegrad 4 Bicycle Race – GP Czech Republic              | 2.1  | Josef Černý           |
| 21.–25. Mai        | Gesamtwertung Tour of Norway                             | 2.HC | Maciej Paterski       |
| 31. Mai            | 2. Etappe Estland-Rundfahrt                              | 2.1  | Adrian Kurek          |
| 12. Juni           | 1. Etappe Tour of Małopolska                             | 2.2  | Bartłomiej Matysiak   |
| 21. Juni           | 1. Etappe Memorial im. J. Grundmanna J. Wizowskiego 2014 | 2.2  | Bartłomiej Matysiak   |
| 29. Juni           | Bulgarische Meisterschaft – Straßenrennen                | CN   | Nikolaj Michajlow     |
| 29. Juni           | Polnische Meisterschaft – Straßenrennen                  | CN   | Bartłomiej Matysiak   |
| 3. Juli            | 3. Etappe Course de la Solidarité Olympique              | 2.2  | Grzegorz Stępniak     |
| 5. Juli            | 5. Etappe Course de la Solidarité Olympique              | 2.2  | Jacek Morajko         |
| 19. Juli           | 2. Etappe Sibiu Cycling Tour                             | 2.1  | Branislau Samoilau    |
| 20. Juli           | 3a. Etappe Sibiu Cycling Tour                            | 2.1  | Mannschaftszeitfahren |
| 29. Juli           | 1. Etappe Dookoła Mazowsza                               | 2.2  | Mannschaftszeitfahren |
| 29. Juli–2. August | Gesamtwertung Dookoła Mazowsza                           | 2.2  | Jarosław Marycz       |
| 16. August         | Memoriał Henryka Łasaka                                  | 1.2  | Maciej Paterski       |
| 11. Oktober        | Giro dell’Emilia                                         | 1.HC | Davide Rebellin       |

## Abgänge – Zugänge
| Zugänge            | Team 2013              | Abgänge               | Team 2014    |
| ------------------ | ---------------------- | --------------------- | ------------ |
| Maciej Paterski    | Cannondale Pro Cycling | Sylwester Janiszewski | Dopingsperre |
| Tomasz Marczyński  | Vacansoleil-DCM        |                       |              |
| Branislau Samojlau | RCOP-Belarus           |                       |              |

## Mannschaft
| Name                | Geburtstag         | Nationalität |
| ------------------- | ------------------ | ------------ |
| Josef Černý         | 11. Mai 1993       | Tschechien   |
| Paweł Charucki      | 14. Oktober 1988   | Polen        |
| Piotr Gawroński     | 25. März 1990      | Polen        |
| Adrian Honkisz      | 27. Februar 1988   | Polen        |
| Tomasz Kiendyś      | 23. Juni 1977      | Polen        |
| Adrian Kurek        | 29. März 1988      | Polen        |
| Tomasz Marczyński   | 6. März 1984       | Polen        |
| Jarosław Marycz     | 17. April 1987     | Polen        |
| Bartłomiej Matysiak | 11. September 1984 | Polen        |
| Nikolaj Michajlow   | 8. April 1988      | Bulgarien    |
| Jacek Morajko       | 26. April 1981     | Polen        |
| Mateusz Nowak       | 15. Juli 1992      | Polen        |
| Łukasz Owsian       | 24. Februar 1990   | Polen        |
| Maciej Paterski     | 12. September 1986 | Polen        |
| Davide Rebellin     | 9. August 1971     | Italien      |
| Marek Rutkiewicz    | 8. Mai 1981        | Polen        |
| Branislau Samojlau  | 25. Mai 1985       | Belarus      |
| Grzegorz Stępniak   | 24. April 1989     | Polen        |
| Mateusz Taciak      | 19. Juni 1984      | Polen        |